# Железничка станица Лајковац
Железничка станица Лајковац је једна од железничких станица на прузи Београд—Бар. Налази се насељу Лајковац у општини Лајковац. Пруга се наставља у једном смеру ка Словцу и у другом према Лазаревцу.

## Историја
Саграђена је 1908. године проласком првог воза на прузи Забрежје – Ваљево. Касније укрштањем пруге Младеновац – Ваљево, ова станица добија на изузетном значају.
Железничка станица у Лајковцу била је највећа робно-путничка станица уског колосека за железнички саобраћај у Југославији. У њој су се укрштале пруге: Београд - Обреновац - Лајковац - (Чачак-Ужице-Сарајево - Дубровник - Зеленика) и Младеновац - Лајковац - (Ваљево). Станица је поседовала 15 главних колосека, 8 гаражних колосека иза окретнице и 49 скретница. Од скретнице 26 почињала је Железничка станица Лајковац Спољна, која се налазила на правцу југ, тачније на прузи ка Ваљеву. Укупан број колосека у ове две Лајковачке станице био је 41. У оквиру станице Лајковац Главна било је више служби за организовање железничког саобраћаја, од телеграфске до Завода за одржавање вагона и возова, као и окретница у ложионици и водоторањ тзв. Бузометар, једини те врсте сачуван у Србији.
1968. године, пуштен је у рад део Барске пруге (нормалног колосека), на новој траси од Београда преко Степојевца и Лајковца до Ваљева, али је крак уског колосека Лајковац – Чачак до 1969. године остао у функцији. Задњи воз популарни Ћиро, са Железничке станице Лајковац према Чачку уском пругом отишао је 31. децембра 1969. године. Пруга Лајковац – Младеновац за путнички саобраћај је укинута 1971. године, али је у сврхе теретног постојала још 11 године, до 1982.
Данас је Железничка станица у Лајковцу, станица пролазног типа на електрифицираној и прузи нормалног колосека Београд – Бар. Зауставна је за све врсте путничких возова који возе на поменутој релацији. Поседује 4 главна колосека и 4 слепа колосека, која су уједно повезана са лајковачком ложионицом. У оквиру ње налазе се и 3 перона, са спољном и станичном чекаоницом. Лајковачки водоторањ, тзв. Бузометар и даље доминира, и видљив је са оба пружна правца.